# Brenda Wootton
Pour les articles homonymes, voir Wootton.
Brenda Wootton, née Brenda Ellery le 10 février 1928 à Londres et morte en mars 1994 à Penzance, est une chanteuse de musique folk britannique, qui est considérée comme « l'ambassadrice des Cornouailles » (sud-ouest de Grande-Bretagne), d'où elle est originaire.

## Biographie
Brenda Wootton vient tard à la chanson, dans les années 1970, alors qu'elle a déjà atteint la quarantaine. Ce sont des amis qui la poussent à devenir professionnelle après avoir constaté le succès qu'elle remporte chaque fois qu'elle chante dans les pubs de Cornouailles. Elle enregistre son premier disque en 1976, à 48 ans.
Brenda Wootton se produit souvent en France, et notamment à Paris en 1977 au Palace. Par la suite, elle chante régulièrement en Bretagne, y construisant peu à peu sa popularité. On la voit notamment au Festival interceltique de Lorient (Morbihan), dont elle est un temps la marraine.
Elle est inhumée au cimetière de Paul, dans les Cornouailles.

## Discographie sélective
- Pasties & Cream (1971)
- Way Down to Lamorna (1972)
- Crowdy Crawn (1973)
- Pamplemousse (1973)
- No Song to Sing (1974)
- Tin in the Stream (1974)
- Starry Gazey Pie (1975)
- Children Singing (1976)
- La Grande Cornouaillaise (1980) Burlington Records, BURL 007
- 'Gwavas Lake', Cornish Songs of the Sea, with the Four Lanes Male Choir (1980), Burlington Records, BURL 008
- Lyonnesse (1982)
- My Land (1984)
- B Comme Brenda (1985) Disc'Az, AZ 494
- Tamar, Disc'Az (1986) Disc'AZ, AZ 505
- The Voice of Cornwall (1996)
- All of Me (2010) Knight Design